# Teodor Leon Zaniewski
Teodor Leon Zaniewski (ur. 10 maja 1897 w Suwałkach, zm. 4 czerwca 1975 w Londynie) – podpułkownik saperów Wojska Polskiego, kawaler Orderu Virtuti Militari.

## Życiorys
Urodził się 10 maja 1897 w Suwałkach, w rodzinie Józefa i Melanii z Dunin-Borkowskich. W latach młodzieńczych uczęszczał do gimnazjum w Suwałkach, gdzie w ławie szkolnej rozpoczął działalność niepodległościową. W 1916 roku, po zdaniu matury w polskiej szkole realnej w Moskwie, został powołany do wojska i skierowany do Oficerskiej Szkoły Inżynierii w Petersburgu. Jesienią 1917 roku, podczas zamieszek rewolucyjnych, z grupą Polaków uciekł z jednostki rosyjskiej. Dotarł do I Korpusu Polskiego w Rosji i otrzymał przydział do Legionu Oficerskiego, w składzie którego jako miner brał udział w walkach o Twierdzę Bobrujską.
Na początku 1918 roku wrócił do kraju do kompanii zapasowej VI batalionu saperów, a następnie został przeniesiony do organizującego się Suwalskiego pułku piechoty, w którym organizował kompanię techniczną. Jako dowódca tej kompanii w składzie 1 Dywizji Litewsko-Białoruskiej, a następnie 41 pułku piechoty wziął udział w walkach z bolszewikami. Za dokonany wypad na tyły nieprzyjaciela pod Kijowem i wysadzenie mostu kolejowego został odznaczony Orderem Virtuti Militari.
Po wojnie służył w 3 pułku saperów w Wilnie. 31 marca 1924 prezydent RP nadał mu stopień kapitana ze starszeństwem z dnia 1 lipca 1923 i 24. lokatą w korpusie oficerów inżynierii i saperów. W 1928 pełnił służbę w 3 Okręgowym Szefostwie Saperów w Grodnie. W 1929 został szefem saperów 29 Dywizji Piechoty w Grodnie. 5 stycznia 1931 roku został powołany do Wyższej Szkoły Wojennej w Warszawie na dwuletni Kurs 1930–1932. Kursu nie ukończył i nie otrzymał dyplomu naukowego oficera dyplomowanego. Z dniem 1 listopada 1932 roku został przeniesiony do 6 batalionu saperów w Brześciu na stanowisko oficera sztabowego do spraw wyszkolenia. W lutym 1935 został przeniesiony do 29 Dywizji Piechoty w Grodnie na stanowisko oficera saperów sztabu. 27 czerwca 1935 prezydent RP nadał mu stopień majora z dniem 1 stycznia 1935 i 2. lokatą w korpusie oficerów inżynierii i saperów. W latach 1935–1937 był szefem Wydziału Ogólnego w Dowództwie Saperów Ministerstwa Spraw Wojskowych w Warszawie. Wraz z wydzieloną grupą oficerów pracował nad „motoryzacją saperów” – do pospiesznego zakładania pól minowych oraz niszczenia mostów i dróg, a także „szybkich oddziałów mostowych” – do budowy mostów pontonowych. Do września 1939 był dowódcą batalionu mostowego w Kazuniu. Na podpułkownika został awansowany starszeństwem z 19 marca 1939 i 8. lokatą w korpusie oficerów saperów, grupa liniowa. Jednocześnie pełnił funkcję redaktora Przeglądu Saperskiego.
W kampanii wrześniowej 1939 dowodził Grupą Mostową. Kierował budową i utrzymaniem mostów pontonowych w środkowym biegu Wisły, czym stworzył warunki do wykonania manewru operacyjnego wojsk.
Po kampanii wrześniowej przedostał się do Francji, gdzie został dowódcą saperów 1 Dywizji Grenadierów. Po upadku Francji przebywał w obozie jenieckim w Niemczech.
Po wojnie osiedlił się w Anglii. Aktywnie działał w Stowarzyszeniu Polskich Saperów na Obczyźnie, w którym rozpoczął pracę nad historią saperów. Zmarł 4 czerwca 1975 w Londynie i został pochowany na Cmentarzu Gunnersbury.
Był żonaty z Amalią z Kulów, z którą miał dwóch synów: Zbigniewa (ur. 14 listopada 1925) i Bogusława (ur. 29 kwietnia 1929). Amalia (1901–1987) była siostrą pułkownika Leopolda Lis-Kuli (1896–1919).

## Awanse
- podporucznik[3]
- porucznik – ze starszeństwem z dniem 1 czerwca 1919[19]

## Ordery i odznaczenia
- Krzyż Srebrny Orderu Wojskowego Virtuti Militari nr 8186[1][14][20]
- Krzyż Walecznych czterokrotnie[21][14]
- Złoty Krzyż Zasługi[14]
- Srebrny Krzyż Zasługi – 30 grudnia 1924 „za ofiarne zasługi, położone przy akcji ratunkowej w czasie powodzi wiosennej w 1924 roku”[22][23]
- Medal Pamiątkowy za Wojnę 1918–1921[24]
- Medal Dziesięciolecia Odzyskanej Niepodległości[24]
- Medal Zwycięstwa[25]

## Opinie
Był oficerem o dużych zaletach osobistych – pracowitym i obowiązkowym, dobrym organizatorem, inteligentnym, o wyjątkowej umiejętności kierowania ludźmi.